# Laxenecera heteroneura
Laxenecera heteroneura là một loài ruồi trong họ Asilidae. Laxenecera heteroneura được Macquart miêu tả năm 1838.